# The Holy Spirit and the Holy Grail
The Holy Spirit and the Holy Grail is een studioalbum van Adrian Wagner. Wagner schreef in de toelichting een verhaal over het feit (althans zijn mening) dat het Oude Testament grotendeels geschreven zou zijn vanuit het manlijke standpunt; het vrouwelijke zou buiten beschouwing zijn gelaten. Hij is daarom blij dat (vanuit eerder genoemd standpunt) de Anglicaanse kerk de laatste tijd (periode 1993) haar inzicht meer naar de vrouwelijke visie heeft omgebogen. De instrumentale muziek bestaat uit elektronische muziek vermengd met ambient en is volgens diezelfde Wagner geschikt voor atheïsten of aanhangers van welke religie dan ook.  

## Musici
- Adrian Wagner – toetsinstrumenten
- Elliet Mackrell – viool waar aangegeven

## Tracklist
| Nr. | Titel                            | Duur |
| --- | -------------------------------- | ---- |
| 1.  | Opening                          | 1:07 |
| 2.  | Et in Arcadia Ego (viool)        | 2:44 |
| 3.  | Crucifiction (The Dolorous Blow) | 2:49 |
| 4.  | Golgotha                         | 1:35 |
| 5.  | Underground Stream               | 3:48 |
| 6.  | Jospeh of Arimathea              | 3:14 |
| 7.  | Mary Magdalena (viool)           | 1:29 |
| 8.  | Grailflight (viool)              | 3:23 |
| 9.  | The Cup                          | 3:05 |
| 10. | Suffer the Children              | 3:39 |
| 11. | Through the Open Door            | 4:45 |
| 12. | The Waste Land                   | 4:25 |
| 13. | Into the Forest                  | 4:44 |
| 14. | The Holy City                    | 2:59 |
| 15. | The Vision                       | 3:53 |
| 16. | The Temple of the Chalice        | 5:44 |